# Lissodema rosti
Lissodema rosti là một loài bọ cánh cứng trong họ Salpingidae. Loài này được Reitter miêu tả khoa học năm 1897.